# بخش بولاخ
بخش بولک یکی از بخشهای ایالت زوریخ  در کشور سوئیس است.